# Утесовка
Утесовка — село в Сурском районе Ульяновской области, входит в состав Астрадамовского сельского поселения.

## География
Находится на реке Якла на расстоянии примерно 22 километра по прямой на северо-восток от районного центра поселка Сурское.

## История
В 1913 в селе было дворов 140, жителей 900 и церковь со школой. В 1990-е годы работало ТОО «Астрадамовское». По местным данным принадлежало когда-то генералу Потемкину.  

## Население
Население составляло 95 человек в 2002 году (русские 83%), 86 по переписи 2010 года. На 2021 год составляет около 15-20 человек